# Eurovision Song Contest 1966
Eurovision Song Contest 1966 blev holdt i Luxembourg for anden gang. Til gengæld var tredje gang lykkens gang for østrigske Udo Jürgens. Efter at have forsøgt de to forrige år lykkedes det endelig at hive sejren hjem.
Dette var også det sidste år, hvor Danmark ville deltage i konkurrencen, men vi kom igen med fra 1978, og har været med næsten hvert år lige siden.

## Deltagere og resultater
| Land (Sprog)   | Solist                           | Sang (Uofficiel oversættelse)          | Plads. | Point |
| -------------- | -------------------------------- | -------------------------------------- | ------ | ----- |
| Vesttyskland   | Margot Eskens                    | Die Zeiger der Uhr                     | 10     | 7     |
| Danmark        | Ulla Pia                         | Stop, mens legen er god                | 14     | 4     |
| Belgien        | Tonia                            | Un peu de poivre, un peu de sel        | 4      | 14    |
| Luxembourg     | Michèle Torr                     | Ce soir je t'attendais                 | 10     | 7     |
| Jugoslavien    | Berta Ambroz                     | Brez besed                             | 7      | 9     |
| Norge          | Åse Kleveland                    | Intet er nytt under solen              | 3      | 15    |
| Finland        | Ann-Christine Nyström            | Play-boy                               | 10     | 7     |
| Portugal       | Madalena Iglesias                | Ele e ela                              | 13     | 6     |
| Østrig         | Udo Jürgens                      | Merci chérie                           | 1      | 31    |
| Sverige        | Lill Lindfors & Svante Thuresson | Nygammal vals eller hip man svinaherde | 2      | 16    |
| Spanien        | Raphael                          | Yo soy aquél                           | 7      | 9     |
| Schweiz        | Madeleine Pascal                 | Ne vois-tu pas?                        | 6      | 12    |
| Monaco         | Tereza                           | Bien plus fort                         | 17     | 0     |
| Italien        | Domenico Modugno                 | Dio come ti amo                        | 17     | 0     |
| Frankrig       | Dominique Walter                 | Chez nous                              | 16     | 1     |
| Holland        | Milly Scott                      | Fernando en Philippo                   | 15     | 2     |
| Irland         | Dickie Rock                      | Come back to stay                      | 4      | 14    |
| Storbritannien | Kenneth McKellar                 | A man without love                     | 9      | 8     |